# ドン軍集団
ドン軍集団（ドイツ語：Heeresgruppe Don）は、第二次世界大戦中のドイツ国防軍が東部戦線のスターリングラード攻防戦の時に短期間編成された軍集団である。

## 背景
1942年6月28日、ドイツ軍はブラウ作戦を開始した。この作戦でA軍集団が新設され、従来の南方軍集団はB軍集団に改編された。A軍集団の目標はカフカースの油田地帯の確保、B軍集団の目標はスターリングラードの占領であった。どちらの軍集団もその目標を達成できなかった。
1942年11月19日、ソビエト赤軍はウラヌス作戦を発動、スターリングラード周辺で反撃を開始した。そのため、ドイツ軍及び、ルーマニア軍を含む枢軸軍は激しいソビエト赤軍の攻勢の前に戦線は押し戻され、スターリングラードは孤立することとなった。
これを重く見たヒトラーはこの事態に対応するためにドン軍集団の編成を命令、司令官にエーリッヒ・フォン・マンシュタインを指名した。

## 概要
1942年11月22日、解散した第11軍の司令部を主幹として創設、司令官にはエーリッヒ・フォン・マンシュタイン元帥が任命された。
戦力として、第6軍の予備部隊の第62・294・336歩兵師団、本国から第11装甲師団、フランス駐屯の第6装甲師団が配備された。
マンシュタインはルーマニア第3軍が撃破されたことにより生じた戦線の崩壊を食い止めるために、ドン川周辺の戦線の再構築を行った。またルーマニア第3軍は参謀、ヴァルター・ヴェンク大佐（当時）がありとあらゆる部隊の再編成を行い、チル川南岸の戦線を安定させた。そのため、ドン軍集団は第6軍の救出に専念することが可能となっていた。
しかし、ヒトラーはドン軍集団の示していた二つの作戦「冬の嵐作戦（第6軍がスターリングラードを保持しつつ、ドン軍集団が包囲網を突破する作戦）」「雷鳴作戦（第6軍がスターリングラードを放棄して包囲を突破する作戦）」のうち、スターリングラードを放棄する雷鳴作戦の発動を拒んだ。そのため、第6軍が救出される可能性は潰えたのであった。
1943年2月12日、ドン軍集団はB軍集団と統合され、新たに南方軍集団へと改編されて消滅した。

## 文献
- 「歴史群像アーカイブ 独ソ戦」学習研究社
- 内田 弘樹 (著), EXCEL (イラスト) 『どくそせん』イカロス出版